# Municipio de Huatabampo
El municipio de Huatabampo es uno de los 72 municipios del estado mexicano de Sonora. Su cabecera es la localidad de Huatabampo.

## Geografía
El municipio de Huatabampo colinda al norte con los municipios de Etchojoa y Navojoa, al este con el municipio de Álamos, al sur con el estado de Sinaloa, y al oeste con el Mar de Cortés.

## Localidades
El municipio de Huatabampo cuenta con 222 localidades.
| Localidad  | Población (2020) |
| ---------- | ---------------- |
| Huatabampo | 30 324           |
| La Unión   | 4962             |
| Yavaros    | 3677             |

## Gobierno
| Presidente municipal          | Periodo   | Partido | Partido                              |
| ----------------------------- | --------- | ------- | ------------------------------------ |
| Luis Alberto Ibarra Guerra    | 1991-1994 |         | Partido Revolucionario Institucional |
| César Bleizeffer Vega         | 1994      |         | Partido Revolucionario Institucional |
| Roberto Karam Toledo          | 1994-1997 |         | Partido Revolucionario Institucional |
| Francisco García Cancino      | 1997-2000 |         | Partido de la Revolución Democrática |
| Daniel Ibarra Guerra          | 2000-2003 |         | Partido Revolucionario Institucional |
| Juan José Lam Angulo          | 2003-2006 |         | Partido Revolucionario Institucional |
| César Bleizeffer Vega         | 2006-2009 |         | Partido Acción Nacional              |
| Julio Alfonso Nieblas Serrano | 2009-2012 |         | Partido Revolucionario Institucional |
| Ramón Antonio Díaz Nieblas    | 2012-2015 |         | Partido Acción Nacional              |
| Heliodoro Soto Holguín        | 2015-2018 |         | Partido Revolucionario Institucional |
| Ramón Antonio Díaz Nieblas    | 2018-2021 |         | Partido Acción Nacional              |
| Juan Jesús Flores Mendoza     | 2021-2024 |         | Movimiento Regeneración Nacional     |